# Абдалгюлаблы
Абдалгюлаблы (азерб. Abdalgülablı) — село в Агдамском районе Азербайджана.
Состоит из двух частей: Абдал (Абдаллы) на западе и Гюлаблы на востоке.
По данным «Административное деление АССР», подготовленного в 1933 году Управлением народно-хозяйственного учёта Азербайджанской ССР (АзНХУ), по состоянию на 1 января 1933 года Абдал и Гюлаблы образовывали Гюлаблинское сельское общество Агдамского района Азербайджанской ССР. Жители тюрки (азербайджанцы) — 2733 человека (613 хозяйств).
Согласно административно-территориальному делению непризнанной Нагорно-Карабахской Республики, контролировавшей село с 1993 до 2020 года, было расположено в Аскеранском районе НКР.

## Известные уроженцы
- Сахавет Амирхан оглы Мамедов[3] — Ханенде.
- Ашуг Валех — азербайджанский ашуг XVIII века.